# كابا (لاعب كرة قدم)
كابا هو لاعب كرة قدم برازيلي في مركز الدفاع، ولد في 7 ديسمبر 1992 في Serrinha ‏ في البرازيل. لعب مع Sociedade Esportiva, Recreativa e Cultural Guarani ‏.

## وصلات خارجية
- كابا (لاعب كرة قدم) على موقع قاعدة بيانات كرة القدم.إي يو (الإنجليزية)
- كابا (لاعب كرة قدم) على موقع Soccerway.com (الإنجليزية)